# Otake
Otake (Japans: 大竹市, Ōtake-shi) is een stad in de Japanse prefectuur Hiroshima. Begin 2014 telde de stad 28.169 inwoners.

## Geschiedenis
Op 1 september 1954 kreeg Otake het statuut van stad (shi).

## Partnersteden
- Dujiangyan, China

Steden:
Akitakata · Etajima · Fuchu · Fukuyama · Hatsukaichi · Higashihiroshima · Hiroshima (hoofdstad) · Kure · Mihara · Miyoshi · Onomichi · Otake · Shobara · Takehara

Districten:
Aki · Jinseki · Saeki · Sera · Toyota · Yamagata
Gemeenten per district